# TVXQ
TVXQ (tên chính thức là TVXQ!) (Chữ Hán: 東方神起, Hán Việt: Đông Phương Thần Khởi) là một nhóm nhạc nam Hàn Quốc được công ty SM Entertainment thành lập và quản lý từ năm 2003. Tại quê nhà, nhóm được gọi với âm Hán-Hàn tương ứng là Dong Bang Shin Ki (Hangul: 동방신기, viết tắt DBSK). TVXQ có nghĩa là "Những vị thần trỗi dậy từ phương Đông".
Năm 2005, nhóm được giới thiệu tại Nhật Bản dưới tên âm Hán-Nhật tương ứng là Tohoshinki (Kanji: 東方神起), với công ty chủ quản là Rhythm Zone (công ty con của Avex). Nhóm có 2 fanclub chính thức, ở Hàn Quốc là Cassiopeia và ở Nhật Bản là BigEast. Màu bóng cũng như màu tượng trưng của nhóm là màu Đỏ.
Được thành lập và hoạt động với 5 thành viên là: U-Know Yunho (nhóm trưởng), Hero Jaejoong, Micky Yoochun, Xiah Junsu và Max Changmin. Tuy nhiên vào tháng 7 năm 2009, vấn đề pháp lý của 3 thành viên với công ty quản lý xảy ra khiến nhóm ngừng tất cả các hoạt động. Năm 2010, 3 thành viên Hero Jaejoong, Xiah Junsu và Micky Yoochun thành lập và hoạt động dưới tên JYJ (trực thuộc công ty CJes). Sau 2 năm 3 tháng gián đoạn, TVXQ trở lại với đội hình 2 thành viên gồm có Yunho và Changmin với album thứ 5 "Keep Your Head Down" mà sau đó đã đứng đầu Gaon Chart 2 tuần sau khi phát hành.
Năm 2008, với đĩa đơn tiếng Nhật thứ 16, "Purple Line", lần đầu tiên chiếm ngôi vị quán quân trên bảng xếp hạng Oricon, TVXQ trở thành nghệ sĩ châu Á thứ 5 không phải người Nhật và là nhóm nhạc nước ngoài đầu tiên có đĩa đơn No.1 trên bảng xếp hạng uy tín này. Với đĩa đơn thứ 23, "Doushite Kimi wo Suki ni Natte Shimattan Darou?" (どうして君を好きになってしまったんだろう？) đã giúp TVXQ lập kỉ lục mới, trở thành nghệ sĩ nước ngoài đầu tiên có 3 đĩa đơn đứng đầu bảng xếp hạng. Đầu năm 2010, nhóm tung ra album "Best Selection 2010" ở Nhật và đạt được kỉ lục mới nữa với hơn 510.000 bản tiêu thụ được trong một tháng và giành được đồng thời 2 giải bạch kim. Năm 2012, sau đĩa đơn thứ 36, "Catch Me -If you wanna-", TVXQ trở thành nghệ sĩ nước ngoài đầu tiên có 12 đĩa đơn đạt ngôi vị quán quân trên Oricon và cũng là nghệ sĩ nước ngoài đầu tiên tiêu thụ được hơn 200 nghìn bản trong lịch sử J-pop, phá vỡ kỷ lục của Elton John tại xứ sở hoa anh đào này.

## Quá trình hoạt động

### 2003–2005: Ra mắt và phát triển
Trước khi ra mắt, nhóm được đề nghị ra mắt dưới những cái tên như sau: O Jang Yukbu (Hangul: 오장육부; Hán-Việt: Ngũ Tạng Lục Phủ), Jeonseoleul Meokgo Saneun Gorae (Hangul: 전설을 먹고 사는 고래; Hán-Việt: Con cá voi ăn những huyền thoại), Dream Team, SM5 (sau này bị hủy bỏ do trùng tên với một hãng xe hơi mới), và Dong Bang Bul Pae (Hangul: 동방불패; Hán-Việt: Đông Phương Bất Bại). Họ đã quyết định tên của mình là Dong Bang Bul Pae, nhưng sau đó đổi sang thành Dong Bang Shin Ki (Hangul: 동방신기; Hán-Việt: Đông Phương Thần Khởi).
TVXQ chính thức ra mắt khán giả Hàn Quốc vào ngày 26 tháng 12 năm 2003 trong một buổi biểu diễn các ca khúc "Hug" và "Oh Holy Night" (hát theo phong cách acappella cùng với BoA) với sự có mặt của hai nữ ca sĩ BoA và Britney Spears.
Đĩa đơn đầu tiên "Hug", phát hành vào tháng 1 năm 2004, đứng thứ 4 trên bảng xếp hạng hàng tháng và bán được 169,532 bản (năm 2004) và đứng thứ 14 trong bảng xếp hạng đĩa bán chạy nhất năm 2004. Đĩa đơn thứ 2 mang tên "The Way U Are" phát hành vào tháng 7 năm 2004, đạt vị trí thứ 2 trong bảng xếp hạng và đứng thứ 9 trong những đĩa đơn bán chạy nhất năm với 214.069 bản (năm 2004). Sau đó TVXQ tiếp tục cho ra mắt album đầu tiên của mình "Tri-Angle" vào tháng tháng 10 năm 2004. Album đã chiếm vị trí thứ nhất trong bảng xếp hạng, tiêu thụ được 242.450 bản (chỉ trong năm 2004) và đứng thứ 8 trong những đĩa nhạc bán chạy nhất năm 2004 .
Ngày 27 tháng 4 năm 2005, TVXQ ra mắt tại Nhật Bản với sự quản lý của Rhythm Zone (công ty con của Avex). Đĩa đơn tiếng Nhật đầu tiên được phát hành là "Stay With Me Tonight" . Họ lại tiếp tục phát hành ca khúc tiếng Nhật thứ hai, "Somebody To Love" trước khi trở về Hàn Quốc cho ra mắt album tiếng Hàn thứ hai, "Rising Sun". Rising Sun sau khi phát hành đã chiếm vị trí số 1 trên bảng xếp hạng với 222.472 bản bán được chỉ trong năm 2005 và đứng ở vị trí thứ 4 trong bảng xếp hạng cuối năm. Kết thúc năm 2005, TVXQ cho ra mắt đĩa đơn thứ ba "My Destiny" tại Nhật. Ca khúc "Show Me Your Love" thu âm cùng Super Junior tại Hàn Quốc đã tiêu thụ được 49.945 bản và đứng thứ 35 trong những đĩa đơn bán chạy nhất năm 2005. Sau đó, TVXQ nhận giải thưởng "Video âm nhạc hay nhất" cho Rising Sun và giải "Khán giả bình chọn" tại Liên hoan Mnet KM Music Video năm 2005.

### 2006–2007: Tấn công thị trường châu Á
TVXQ đã bắt đầu năm 2006 với chuyến lưu diễn quốc tế đầu tiên trên toàn châu Á - 1st Asia Tour ~Rising Sun~. Ngoài Hàn Quốc, họ còn diễn tại Trung Quốc, Thái Lan, và Malaysia và trở thành nghệ sĩ Hàn Quốc đầu tiên tổ chức biểu diễn hoà nhạc tại Malaysia . Trong tháng ba, nhóm phát hành đĩa đơn tiếng Nhật thứ tư, "Asu Wa Kuru Kara" (明日は来るから) và album tiếng Nhật đầu tiên "Heart, Mind and Soul". Album đứng thứ 25 trên bảng xếp hạng tuần Oricon với 9.554 bản được tiêu thụ. Đĩa đơn tiếng Nhật thứ 5, "Rising Sun/Heart, Mind and Soul" được phát hành một tháng sau đó và chiếm vị trí thứ 22 trên bảng xếp hạng Oricon. Để quảng bá cho album, họ tổ chức lưu diễn lần đầu tiên tại Nhật, 1st Live Tour 2006: Heart, Mind and Soul từ tháng 5 đến tháng 6 . Sau đó, TVXQ phát hành thêm hai đĩa đơn tiếng Nhật "Begin" và "Sky". Cả hai ca khúc đều đứng ở vị trí thứ 6 và là những đĩa đơn đầu tiên của nhóm vào được Top 10 bảng xếp hạng Oricon. Trong mùa hè, TVXQ biểu diễn tại concert thường niên của Avex, A-Nation.
TVXQ trở lại Hàn Quốc với album thứ 3 "O"-Jung.Ban.Hap. ("O"-正. 反. 合) vào tháng 9 năm 2006. Cũng giống như các album tiếng Hàn trước đó, "O"-Jung.Ban.Hap. chiếm vị trí thứ nhất tại các bảng xếp hạng với tổng số 349.317 bản được tiêu thụ trong năm 2006 và đã trở thành đĩa nhạc bán chạy nhất trong năm. Hai tháng sau, nhóm phát hành đĩa đơn thứ 8, "Miss you/"O" -Sei-Han-Go-" chiếm vị trí thứ 3 trên bảng xếp hạng ngày của Oricon. Đây là đĩa đơn đầu tiên của nhóm vào được Top 5. Tại Liên hoan MKMF Music năm 2006, TVXQ đoạt được bốn giải thưởng là "Nghệ sĩ xuất sắc nhất của năm", "Nhóm nhạc xuất sắc nhất", "Mnet. com" và "Giải thưởng Mnet Plus Mobile do khán giả bình chọn". Tại lễ trao giải Liên hoan âm nhạc Seoul thứ 16, TVXQ đã giành được ba giải thưởng, bao gồm cả giải "Daesang" . Nhóm cũng đạt được giải "Daesang" tại giải Đĩa vàng 2006 cùng một giải "Bonsang". Tại lễ trao giải SBS Gayo 2006, TVXQ lại đoạt thêm giải "Daesang" và "Bonsang".
TVXQ đã bắt đầu năm 2007 với một đĩa đơn tiếng Nhật mới, "Step By Step", phát hành sau chuyến lưu diễn toàn châu Á thứ hai 2nd Asia Tour "O". Nhóm đã diễn tại Seoul, Đài Bắc, Bangkok, Kuala Lumpur, Thượng Hải và Bắc Kinh. Trong tháng ba, nhóm phát hành đĩa đơn tiếng Nhật thứ 10 "Choosey Lover" và album tiếng Nhật thứ 2 "Five in the Black". Cả hai đều nằm trong Top 10 của Oricon với vị trí thứ 9 và 10. Trong tháng 5, nhóm đã tới tham dự giải thưởng âm nhạc MTV Video Music Nhật Bản và đoạt giải "Best Buzz Asia in Korea" cho album "O"-Jung.Ban. Hap. Từ tháng 6 đến tháng 12 năm 2007, nhóm phát hành một chuỗi năm đĩa đơn: "Lovin' You", "Summer: Summer Dream/Song for You/Love in the Ice", "Shine/Ride On", "Forever Love" và "Together". "Summer: Summer Dream/Song for You/Love in the Ice" đứng ở vị trí thứ hai trên Oricon và cũng là thành tích cao nhất của một nhóm nhạc nước ngoài đạt được vào thời điểm đó. TVXQ cũng đã hợp tác với ca sĩ Nhật Bản Koda Kumi cho đĩa đơn thứ 38 của cô, "Last Angel", được sử dụng làm nhạc nền cho bộ phim hành động Resident Evil: Extinction.

### 2008–2009: Thành công về thương mại
TVXQ phát hành đĩa đơn tiếng Nhật thứ 16 "Purple Line" vào ngày 16/01/2008 và trở thành nhóm nhạc nước ngoài đầu tiên có đĩa đơn xếp thứ nhất trên bảng xếp hạng tuần Oricon. Sau đó, họ phát hành album tiếng Nhật thứ ba "T". "T" đã chiếm vị trí thứ 4 trên Oricon tuần. TVXQ công bố dự án "Trick" với kế hoạch là 5 đĩa đơn sẽ được phát hành trong vòng 6 tuần, từ tháng 2 đến tháng 3 phát hành các đĩa đơn hát riêng của từng thành viên.
Sau đó, họ đã tiếp tục cho ra mắt đĩa đơn thứ 23, "Beautiful You / Sennen Koi Uta" (Beautiful You / 千年恋歌) trong tháng 4 và trở thành nghệ sĩ nước ngoài đầu tiên có 2 đĩa đơn No.1 trên Oricon tuần sau 24 năm. Họ trở lại Hàn Quốc để tham gia Dream Concert 2008 tại Sân vận động Olympic, Seoul vào tháng 6. Ngày 12 tháng 6, họ khép lại chuyến lưu diễn châu Á lần thứ hai -2nd Asia tour concert "O"- với buổi biểu diễn tại Bắc Kinh, mà đã bắt đầu vào ngày 23 tháng 2 năm 2007 tại Seoul. TVXQ trở lại Nhật Bản và phát hành đĩa đơn thứ 24 "Doushite Kimi wo Suki ni Natte Shimattan Darou?" và lại trở thành nghệ sĩ nước ngoài duy nhất có 3 đĩa đơn No.1 trên bảng xếp hạng Oricon tuần. Sau đó, họ đã biểu diễn tại lễ kỉ niệm 20 năm của Avex và A-Nation 2008. Trong tháng 8, TVXQ trở lại Hàn Quốc một lần nữa để tham gia vào SMTown Live 08 cùng với các nghệ sĩ trực thuộc SM khác như: BoA, The Grace, Zhang Liyin, Girls' Generation, SHINee và Super Junior.
Album thứ tư của nhóm tại Hàn Quốc, "Mirotic" đã bị phát hành muộn vào 24/09/2008 (theo đúng lịch là 22/09 nhưng do có số lượng lớn các đơn đặt hàng nên đã bị xuống 2 ngày). Giống như những album tiếng Hàn trước, Mirotic khởi đầu ở vị trí số 1 tại các bảng xếp hạng với 307.974 bản bán được (chỉ sau 3 ngày ra mắt, Mirotic đã trở thành album bán chạy nhất năm 2008 tại Hàn Quốc). Trong đầu tháng 1 năm 2009, album đã bán được thêm 194.863 bản, và tổng số album đã tiêu thụ được 502.837 bản, trở thành album đầu tiên trong 6 năm qua tại Hàn Quốc vượt ngưỡng 500.000 bản. Trong tháng 10, TVXQ phát hành đĩa đơn "Jumon ~Mirotic~" (呪文 〜MIROTIC〜), một phiên bản của Mirotic tại Nhật và không ngoài dự đoán, ca khúc này đã xếp thứ nhất trên bảng xếp hạng tuần Oricon. TVXQ tham dự Liên hoan Âm nhạc Kouhaku Uta Gassen được tổ chức thường niên vào dịp cuối năm. Đây là buổi biểu diễn âm nhạc có tỉ lệ người xem cao kỉ lục tại Nhật Bản, và TVXQ là nhóm nhạc Hàn Quốc đầu tiên tham gia sự kiện đặc biệt này.
Mở màn năm 2009 với đĩa đơn tiếng Nhật thứ 25, "Bolero / Kiss The Baby Sky / Wasurenaide" (Bolero / Kiss The Baby Sky / 忘れないで) phát hành vào tháng 1 năm 2009, chiếm vị trí số một bảng xếp hạng tuần Oricon. Đĩa đơn giúp cho họ trở thành nghệ sĩ nước ngoài đầu tiên và duy nhất có đến 5 ca khúc No.1 trên Oricon. Trong tháng 3, TVXQ phát hành đĩa đơn thứ 26 "Survivor", theo sau đó album tiếng Nhật thứ 4, "The Secret Code" chiếm vị trí thứ 2 còn "Survivor" chiếm vị trí 3 trên Oricon  và kết thúc chuỗi đĩa đơn No.1 liên tiếp của họ.
Ngày 22 tháng 4 năm 2009, TVXQ phát hành đĩa đơn thứ 27 "Share the World / We Are!". Đĩa đơn này đứng thứ nhất trên Oricon tuần, đồng thời We Are trở thành ca khúc mở đầu chính thức cho bộ anime One Piece của Nhật Bản. Đĩa đơn thứ 28, "Stand By U", phát hành ngày 1 tháng 7 năm 2009 và xếp thứ 2 trên bảng xếp hạng.
TVXQ đã tiếp tục với chuyến lưu diễn châu Á lần thứ 3 mang tên The 3rd Asia tour concert ~Mirotic~ bắt đầu vào ngày 20 tháng 2 năm 2009 tại sân vận động trong nhà Seoul Olympic và kết thúc ngày 22 tháng 2 năm 2009, TVXQ tổ chức diễn tại nhiều nơi khác như Nam Kinh, Gwangju, Thái Lan... và đã phục vụ hơn 390.000 lượt fan. Sau đó nhóm đã trở lại Nhật Bản để bắt đầu chuyến diễn vòng quanh nước Nhật bắt đầu từ tháng 4.
Tháng 7 năm 2009, TVXQ trở thành nhóm nhạc đầu tiên của Hàn Quốc tổ chức liveshow tại Tokyo Dome của Nhật Bản.. Đây là tour diễn qua 11 thành phố lớn của Nhật Bản với hơn 20 đêm diễn phục vụ hơn 500.000 lượt fan (trong đó riêng 2 đêm diễn ở Tokyo Dome đã đón khoảng 110.000 người hâm mộ).
Ngày 22 tháng 8, vượt qua tất cả các tên tuổi khác như Super Junior, BigBang... TVXQ đã giành được giải thưởng "Nhóm nhạc nổi tiếng nhất châu Á" với 48% lượng bình chọn tại Channel V Music Video Awards 2009 của Thái Lan. Hơn thế nữa, tại Nhật Bản họ đã giành được một đĩa bạch kim cho album "The Secret Code", và hai đĩa vàng cho chuyến lưu diễn "T" và "Heart, Mind and Soul".
Ngày 30 tháng 9, hai thành viên Hero Jaejoong và Micky Yoochun đã phát hành đĩa đơn thứ 29, "COLORS ~Melody and Hamony~/Shelter", bán được hơn 104.000 bản ngay trong ngày đầu phát hành và một lần nữa giành được vị trí No.1 bảng xếp hạng Oricon tuần với hơn 149.000 bản được tiêu thụ .
Bên cạnh đó, vào ngày 8 tháng 10 năm 2009 trên bảng xếp hạng Oricon tuần dành cho DVD, 4th The Secret Code tour - Final in Tokyo Dome đã chiếm ngôi đầu bảng với hơn 171.000 bản được tiêu thụ. Đây là thành tích mà trong vòng hơn 20 năm qua chưa một nghệ sĩ nước ngoài nào làm được tại Nhật Bản.
Năm 2009 là năm thành công lớn về doanh thu của nhóm. Mặc dù vướng vào vụ kiện từ cuối tháng 7, không có nhiều hoạt động vào cuối năm 2009 nhưng tính riêng doang thu ở Nhật nhóm đã kiếm được khoảng 76 triệu USD (đứng thứ 3 về doanh thu chỉ xếp sau hai ban nhạc hàng đầu của Nhật là Arashi và Exile). Còn nếu tính cả thị trường châu Á thì nhóm đã mang về cho SM khoảng gần 110 triệu USD và là nghệ sĩ Hàn Quốc có doanh thu cao nhất năm 2009 (đứng thứ hai là Bi-Rain khoảng 57 triệu USD, đứng thứ ba là Big Bang khoảng gần 20 triệu USD).
TVXQ là nhóm nhạc nam có số lượng fan đông nhất thế giới.

### 2009–2010: Vụ kiện với SM, những thành công tại Nhật và tạm dừng hoạt động
Thành công tại Nhật
Đĩa đơn thứ 30 của TVXQ, "BREAK OUT!", chiếm ngôi vị quán quân trên Oricon với 256.000 bản bán được ngay trong tuần đầu tiên, phá vỡ kỉ lục của Elton John là nghệ sĩ nước ngoài có lượng tiêu thụ cao nhất trong 12 năm 4 tháng. Họ cũng lập kỉ lục, trở thành nghệ sĩ nước ngoài có lượng đĩa bán được trong tuần đầu tiên cao nhất tại Nhật.
Tháng 2 năm 2010, TVXQ đã được mời thể hiện ca khúc "With All My Heart -君が踊る、夏-", được sử dụng làm nhạc phim "君が踊る、夏 / Kimi ga Odoru, Natsu". Bộ phim sẽ ra mắt vào tháng 9 năm 2010..
Ngày 17 tháng 2 năm 2010, TVXQ phát hành album tiếng Nhật, "Best Selection 2010", bao gồm các ca khúc xuất sắc nhất của nhóm trong thời gian hoạt động ở Nhật. Album đã giành vị trí quán quân trên bảng xếp hạng album tuần Oricon với hơn 500 000 bản được tiêu thụ, đồng thời phá vỡ kỉ lục của Bon Jovi sau 12 năm 9 tháng. Đây là một thành công khẳng định mức độ nổi tiếng của nhóm tại Nhật Bản, thị trường âm nhạc lớn thứ 2 thế giới (sau Mĩ) và hơn nữa, từ trước đến nay cũng rất ít nghệ sĩ nước ngoài có được lượng tiêu thụ cao ở thị trường này.
Ngày 24 tháng 3 năm 2010, TVXQ chính thức phát hành đĩa đơn thứ 30 tiếng Nhật mới mang tên "Toki Wo Tomete (時ヲ止メテ)". Với gần 125.000 bản bán được trong ngày đầu tiên, đĩa đơn đã giành vị trí No.1 trên bảng xếp hạng Oricon ngày. Cùng với đó, album "TVXQ NonStop-MIX vol.2", một album "non-stop mix" gồm 22 bài hát nổi tiếng của nhóm, đã chiếm vị trí số 2 trên bảng xếp hạng cùng ngày. "Toki Wo Tomete" cũng đứng thứ 2 trên bảng xếp hạng Oricon tháng 3 với 209.063 bản được tiêu thụ.
Sau khi dừng hoạt động
Vào ngày 3 tháng 4 năm 2010, Avex đã tuyên bố tạm ngừng hoạt động của TVXQ tại Nhật Bản dưới cái tên Tohoshinki và sẽ giúp đỡ mỗi thành viên đi theo con đường solo.
Năm 2010, chỉ trong 3 tháng đầu năm, với việc phát hành 2 đĩa đơn vào ngày 27 tháng 1 và 24 tháng 3, cùng với album Best Selection 2010 vào 17 tháng 2, album "TVXQ NonStop-MIX vol.2" vào 24 tháng 3 và DVD The One vào 17 tháng 3, nhóm đã lập thêm một kỷ lục mới khi tổng lượng đĩa bán ra đã xấp xỉ 1.300.000 bản (chỉ tính riêng trên bảng xếp hạng ORICON tại Nhật). Tháng 3 vừa qua, Hiệp hội ghi âm Nhật Bản đã chính thức trao tặng cho TVXQ đĩa Bạch kim cho hai đĩa đơn "BREAK OUT!" và "Toki Wo Tomete", còn album Best Selection 2010 với việc tiêu thụ hơn 510.000 trong vòng 1 tháng đã được chứng nhận Đĩa đôi bạch kim và đồng thời cũng đoạt No.1 Bảng xếp hạng toàn cầu.
Cuối tháng 5 năm 2010, Avex thông báo chính thức, 3 thành viên của TVXQ (Jaejoong, Yoochun và Junsu) sẽ tổ chức concert "Thanksgiving Live in Dome" tại Nhật Bản, dưới danh nghĩa một nhóm mới. Nhóm được lấy tên là JYJ, viết tắt của các chữ cái đầu tên của 3 thành viên, dưới sự quản lý của Rhythm Zone Japan.
JYJ phát hành DVD live đầu tiên,"THANKSGIVING LIVE IN DOME" vào 8 tháng 9. Hơn 119.000 bản đã được tiêu thụ trong tuần đầu phát hành, đạt No.1 trên BXH Oricon DVD tuần. Mini-album đầu tiên The... được phát cùng ngày, cũng đồng thời dành vị trí No.1 trên BXH album Oricon tuần, với 139,708 bản.
Lần cuối cùng một nghệ sĩ đạt vị trí quán quân trên cả BXH album và DVD cùng lúc là 3 năm 10 tháng trước với album "Golden Best ～15th Anniversary～" và DVD "ZARD Le Portfolio 1991－2006″ của ZARD
Tháng 9 năm 2010, Avex tuyên bố đình chỉ mọi hoạt động của JYJ tại Nhật Bản do một số bất đồng giữa Avex và cơ quan môi giới của JYJ tại Hàn Quốc, C-JeS Entertainment. Ngày 14 tháng 10 năm 2010, JYJ phát hành album tiếng Anh toàn cầu "The Beginning". Album được hợp tác với một số tên tuổi nổi tiếng như Kanye West, Malik Yusef. Họ cũng đã chính thức khởi động tour showcase toàn cầu của mình, được tổ chức tại châu Á và Mỹ. Tính đến ngày 01/01/2011 album đã tiêu thụ được 509.396 bản. Họ được bạn đọc của tờ báo danh tiếng Billboard bầu chọn đứng thứ 5 các Album hay nhất năm cùng với các tên tuổi nổi tiếng trên thế giới.
Họ tiến hành các buổi showcase quảng bá Album The Beginning của mình trên toàn thế giới, mở đầu ở Seoul, Hong Kong, Bangkok, Kuala Lumpur, Malaysia, Taipei, qua các thành phố lớn ở Mỹ: New York, Seattle, San Francisco, Las Vegas, Los Angeles, Hawaii (nhưng sau đó showcase ở Hawaii bị hủy do một số vấn đề về địa điểm) và kết thúc tại Thượng Hải, đạt được thành công ngoài mong đợi. Tuy gặp phải vấn đề về VISA, các buổi showcase ở Mỹ đều không thu tiền vé và các thành viên phải tự chi trả cho các buổi showcase nhưng họ vẫn nhận được phản hồi tốt ở đất nước này.
Thành quả
Vì vẫn vướng vào những rắc rối của vụ kiện nên những hoạt động ở Nhật Bản của nhóm không được quảng bá nhiều, tuy nhiên khi Nhật Bản công bố tổng doanh thu mà các nghệ sĩ kiếm được trong năm 2010 (từ 28 tháng 12 năm 2009 đến 22 tháng 12 năm 2010), TVXQ đứng thứ 2 chỉ xếp sau Arashi và xếp trên AKB48 với tổng doanh thu là 9,411,500,000 yen ($112 triệu). Trong đó single album mang lại 777,200,000 yen; album đem về 3,986,100,000 yen; DVD đem về 4,604,500,000 yen; và blu-ray đem về 43,700,000 yen. TVXQ đã khẳng định vị trí hàng đầu của mình ở J-Pop và là một trong những nghệ sĩ hàng đầu của tập đoàn AVEX (cùng với những nghệ sĩ bản địa nổi tiếng của công ty như EXILE, Ayumi Hamasaki, Koda Kumi, AAA...). Như vậy chỉ tính riêng ở Nhật Bản, tổng số tiền mà TVXQ kiếm được năm 2010 gần gấp đôi năm 2009 (khoảng 76$ triệu).

### 2011: Sự trở lại
Vào lúc 0h ngày 4 tháng 1 năm 2011 (22h ngày 3 tháng 1 năm 2011 theo giờ Việt Nam), trên kênh YouTube của SM Entertainment, công ty đã tung MV ca khúc "Keep Your Head Down". Đây là ca khúc đánh dấu sự trở lại của cái tên TVXQ tại K-Pop. Ca khúc được hát bởi 2 thành viên là U-know Yunho và Max Changmin. Phiên bản Nhật của "Keep Your Head Down" cũng thành công vang dội khi giành được danh hiệu đĩa bạch kim với 285.081 bản được tiêu thụ trong năm 2011 trở thành single thứ 8 của TVXQ đứng đầu bảng xếp hạng Oricon. Trong tháng 3 năm 2011, TVXQ tung tiếp single "Before U Go" như là một phần trong album trong album repackage của họ, single này đã đạt vị trí thứ 9 trên Gaon.
Trong các hoạt động quảng bá Keep Your Head Down, Yunho và Changmin lên tiếng lần đầu tiên vào năm 2010 việc gián đoạn và chia cắt với JYJ. Theo Yunho, sự chia rẽ là do quan điểm khác nhau giữa các thành viên và họ đã có tranh chấp về mục tiêu trong tương lai.
Ngày 20/07, TVXQ phát hành single "Superstar" và trở thành single thứ 9 của họ có vị trí #1 trên Oricon với 75.687 bản được tiêu thụ trong ngày đầu tiên.
Cùng lúc đó Yunho và Changmin cũng phát hành album tiếng Nhật '"TONE"', cùng hai single cho album này là "B.U.T (Be-Au-Ty)" và "Duet". Ngày 19/9, TVXQ phát hành MV "B.U.T (Be-Au-Ty)" trên trang chủ của Avex như là một cách quảng bá cho album. "B.U.T (Be-Au-Ty)" đã đạt được vị trí số 1 trên "J-pop Hot 100". Và với 205.000 bản được tiêu thụ trong tuần đầu tiên album này đã giúp TVXQ phà vỡ kỉ lục tồn tại 11 năm 4 tháng của bảng xếp hạng Oricon, trở thành nam nghệ sĩ nước ngoài đầu tiên bán được hơn 200.000 bản album trong tuần đầu tiên. Đồng thời album cũng đạt được danh hiệu đĩa bạch kim không lâu sau đó với 278.057 album được bán trong tháng đầu tiên. Cũng trong năm 2011 TVXQ nhận thêm danh hiệu đĩa vàng cho 2 single "Superstar" và "Winter Rose" với lần lượt 188.314 và 152.825 bản được tiêu thụ.
Trong những tháng cuối năm 2011, bộ đôi này thực hiện cho một chuỗi các lễ hội âm nhạc K-pop trên toàn thế giới. Đầu tiên họ biểu diễn tại Hallyu Dream Concert 2011 tại sân vận động Gyeongju, Hàn Quốc vào ngày 03/10. Ngày 09 Tháng 10 năm 2011, TVXQ tham gia New York-Korea Festival, một buổi hòa nhạc được sản xuất bởi KBS để kỷ niệm kỷ niệm 20 năm gia nhập của Hàn Quốc vào Liên Hợp Quốc được tổ chức ở New Jersey. Ngày 23 tháng 10, TVXQ biểu diễn với SM Town tại Concert SM Town ở New York tại Madison Square Garden và thu hút được sự chú ý của truyền thông quốc tế. TVXQ cũng là nghệ sĩ kết thúc chương trình tại K-pop Music Festival 2011 tại Sydney, Australia ngày 12 tháng 11.

### 2012: Tour lưu diễn thứ 5 tại Nhật Bản và album thứ 6 tại Hàn Quốc
TVXQ bắt đầu năm 2012 với sự trở lại của tour diễn Nhật Bản "TONE" vào tháng 1 năm 2012. Vé đã được bán hết chỉ trong một vài phút. Có tổng cộng 26 buổi diễn tại 9 thành phố, TONE Tour thu hút 550,000 fan tham dự, nhiều hơn gấp đôi số lượng khán giả tham gia tour diễn năm 2009 - The Secret Code Tour. TVXQ cũng trở thành nghệ sĩ nước ngoài thứ ba, sau khi Michael Jackson và Backstreet Boys, biểu diễn tại Tokyo Dome trong ba ngày liên tiếp, thu hút hơn 165,000 khán giả. Tour lưu diễn với 550.000 khán giả cũng là tour diễn lớn nhất của bất kỳ nghệ sĩ Hàn Quốc tại Nhật Bản vào thời điểm đó, cho đến khi TVXQ tự phá vỡ kỷ lục của chính mình với 2013 Nhật Bản tour của họ TIME Tour.
Với việc phát hành đĩa đơn tiếng Nhật thứ 34 "STILL" vào tháng 3 năm 2012, TVXQ trở thành nghệ sĩ nước ngoài đầu tiên phát hành mười một đĩa đơn đạt No.1 Oricon ở Nhật Bản. Tháng Bảy năm 2012, TVXQ đã được công nhận là các nghệ sĩ nước ngoài đầu tiên tại Nhật Bản bán được hơn 3,1 triệu single CD, phá vỡ mười năm, mười tháng kỷ lục dài mà trước đây đã được tổ chức bởi bộ đôi thanh nhạc Mỹ, The Carpenters. Với hơn 120,000 fan, sự kiện TOHOSHINKI 2012 Bigeast Fanclub Event ~THE MISSION~ cũng đã phá vỡ kỷ lục khác, đó là sự kiện fanclub lớn nhất trong lịch sử âm nhạc của Nhật Bản.
Ngày 11/7, TVXQ phát hành single tiếng Nhật thứ 35 mang tên "ANDROID", single đã bán được 98,550 bản trong ngày đầu tiên và 152,412 bản trong tuần đầu tiên, đạt vị trí số 2 trên Jpop Hot 100, đây single cuối cùng trước khi nhóm trở về Hàn Quốc để chuẩn bị cho album thứ 6 "Catch Me".
TVXQ trở lại Hàn Quốc trong tháng 9 năm 2012 để phát hành album tiếng Hàn thứ sáu của họ "Catch Me", tiếp theo là thông báo của tour diễn thế giới đầu tiên của họ, Live World Tour: Catch Me. Catch Me được phát hành trực tuyến vào ngày 24 và vào ngày 26 thông qua các cửa hàng. Nó đã trở thành album thứ hai của bộ đôi HoMin và thứ là thứ năm của TVXQ tại đạt No.1 tại Hàn Quốc, duy trì vị trí số một của mình trên Gaon Album Chart trong ba tuần. Vào ngày 26 tháng 11, TVXQ phát hành "Humanoids", là phiên bản repackage của Catch Me, cũng đạt vị trí số một. Hai ngày sau khi phát hành, SM Entertainment và JYJ kết thúc chuỗi vụ kiện của họ và đạt được thỏa thuận, kết thúc tranh chấp pháp lý trong ba năm. Theo một phần của thỏa thuận, hai bên nói rằng họ sẽ không còn can thiệp vào các hoạt động của nhau, và cũng theo đó thoả thuận hợp đồng của JYJ với SM Entertainment đã kết thúc vào tháng 7 năm 2009.
Ngay sau đó, TVXQ phát hành single thứ 36 tại Nhật là "Catch Me -If You Wanna-", trong single lần này, TVXQ cũng phát hành PV để quảng bá cho cả "I Know", single đạt No1 tại Jpop Hot 100, bán 84,666 bản trong ngày đầu tiên và 134,304 trong tuần.
Cũng vào cuối năm 2012, TVXQ tham dự "Kpop Festival 2012" tại Việt Nam, một lần nữa, nhóm lại là nghệ sĩ kết thúc chương trình.

### 2013: Album tiếng Nhật thứ 6 và đỉnh cao của sự thành công tại Nhật cùng kỉ niệm 10 năm hoạt động
Vào ngày 16 tháng 1, TVXQ công bố trên trang web chính thức tại Nhật của họ rằng sẽ phát hành album tiếng Nhật thứ 6 mang tên "TIME" vào ngày 6 tháng 3. Album đã trở thành album bán chạy nhất của họ cho đến nay, bán được hơn 277,000 bản ngay trong tháng đầu tiên phát hành. Album đạt vị trí số 1 tại Billboard Japan Hot 100, album cũng lọt vào top 10 album bán chạy nhất năm tại Nhật và là album bán chạy nhất của một nghệ sĩ nước ngoài. Single "Catch Me -If You Wanna-", bán được hơn 137,000 bản, và đứng đầu xếp hạng Oricon Weekly Singles, khiến nhóm là nghệ sĩ nước ngoài đầu tiên có 12 single đạt No.1 trên bảng xếp hạng Oricon. Trong tháng 3 nhóm tham gia vào album TRF Tribute Album Best kỉ niệm 20 năm của TRF. Nhóm đã hát ca khúc "survival dAnce ~no no cry more~" và là nghệ sĩ Hàn Quốc duy nhất tham gia vào album này.
Nhóm khởi động TIME Tour với buổi diễn tại Saitama Super Arena vào tháng 4. Bộ đôi này đã trở thành nghệ sĩ đầu tiên của K-pop và là nghệ sĩ nước ngoài thứ 4 tham gia vào tour năm mái vòm, cũng như là nghệ sĩ nước ngoài đầu tiên biểu diễn tại Sân vận động Nissan. Tour diễn đã thu hút một con số khán giả kỷ lục: 890,000 fan và thu về 93 triệu USD, phá vỡ kỷ lục của Tone Tour. Tình cảm mà Bigeast (fandom của TVXQ tại Nhật) dành cho TVXQ là rất lớn, khi đã ghép chữ "We Are T" và "Thank You Tohoshinki" bằng các lightstick trên khắp các khán đài sân vận động Nissan. Song song với tour lưu diễn tại Nhật, TVXQ cũng tiến hành tour lưu diễn thế giới, nhóm bắt đầu với 2 buổi diễn tại Hàn Quốc sau đó tiếp tục đi qua nhiều quốc gia như Hồng Kông, Trung Quốc, Malaysia, Mỹ và Chile.
Ngày 12/6, TVXQ phát hành single tiếng Nhật thứ 37 "Ocean", single đã bán 88,428 bản trong ngày đầu tiên, 140,872 bản trong 1 tuần, đạt được vị trí số 2 trên BXH J-pop Hot 100. Ngày 4 tháng 9, TVXQ phát hành single tiếng Nhật thứ 38 "Scream", single bán được 134,304 trong tuần đầu tiên và đạt vị trí số 2 trên J-pop Hot 100 của Billboard, "Scream" chính là ca khúc chủ đề của bộ phim "SADAKO 3D 2". Ngày 27 tháng 11, TVXQ tiếp tục phát hành single thứ 39 "Very Merry Xmas", single bán được 116,655 bản trong tuần đầu và đạt vị trí số 3 tại Jpop Hot 100 của Billboard.
Giai đoạn cuối năm, TVXQ tham dự tour lưu diễn thế giới cùng các nghệ sĩ khác của SM trong "SMTOWN Live World Tour 3", nhóm lại chứng tỏ vị thế ông hoàng và là nghệ sĩ nổi tiếng nhất của SM khi tiếp tục được giao trọng trách hát kết thúc chương trình. Trong tháng 12 năm 2013, hai buổi hòa nhạc kỷ niệm mười năm được tổ chức tại Trung tâm triển lãm quốc tế Hàn Quốc trong Ilsanseo-gu, Hàn Quốc để đánh dấu kỷ niệm sinh nhật lần thứ mười của bộ đôi trong ngành công nghiệp âm nhạc Hàn Quốc. Buổi diễn được gọi là "Time Slip", được tổ chức vào ngày 26 và 27, năm 2013. Vé đã nhanh chóng được bán hết trong vòng ít phút và lượng tiêu thụ vé của TVXQ là nhanh nhất trong số các nghệ sĩ SM còn lại.

### 2014: Album thứ 7 kỉ niệm 10 năm "TENSE", album tiếng Nhật thứ 7 "TREE" và album tiếng Nhật thứ 8 "WITH"
Cuối năm 2013, TVXQ đã cho biết dự định phát hành một album dài, thông tin "Kings Of Kpop" trở lại đã trở thành tâm điểm của giới truyền thông, album dự kiến sẽ có khoảng 20 ca khúc và được chia thành 2 phần, 2 thành viên TVXQ và đội ngũ sản xuất của SM đã tích cực bắt tay vào công đoạn sản xuất album và vào ngày 6/1/2014, TVXQ đã phát hành album thứ 7 "Tense" với ca khúc chủ đề "Something" là một sáng tác của nhạc sĩ kì cựu Yoo Young Jin, một ca khúc theo thể loại "jazz&swing", trước đó, vào ngày 1 tháng 1, họ đã phát hành MV cho Something như là một cách quảng bá cho album. Đây là album được Billboard đánh giá là xuất sắc nhất của bộ đôi. Album này còn khiến cho fan của "ông hoàng nhạc pop" Michael Jackson và Bruno Mars phải tấm tắc khen ngợi, album đã đạt vị trí số 2 tại BXH Album thế giới của Billboard và đạt vị trí số 3 trong top những album bán chạy nhất thế giới hàng tuần. Đến nay album đã bán được khoảng 200,000 bản. và đứng đầu BXH Gaon hàng tuần, đạt vị trí số 1 tại BXH album tháng 1 của Gaon. Ngày 5 tháng 2, TVXQ phát hành phiên bản tiếng Nhật của Something trong single tiếng Nhật thứ 40 của họ "Hide&Seek/Something", single bán được 107.413 bản trong tuần đầu tiên, đạt No2 tại BXH Oricon và No2 tại Jpop Hot 100. Ngày 27/2, TVXQ tiếp tục phát hành phiên bản đóng gói cho cho album "Tense" mang tên "Spellbound", album bán được 61.405 bản chỉ sau 2 ngày và đạt vị trí số 2 trên BXH Gaon và đến nay đã bán được 79,100 bản trên Hanteo. Tuy nhiên vì chấn thương của Yunho nên TVXQ đã phải dừng quảng bá Spellbound sớm hơn dự kiến. Vào ngày 24 tháng 3, TVXQ đã tổ chức chuyến tàu kỉ niệm 10 năm cho 180 fan đến từ nhiều quốc gia, dù trước đó, có hơn 10,000 đơn đăng ký. Trong chuyến tàu, thủ lĩnh U Know Yunho đã tuyên bố "TVXQ! sẽ không bao giờ tan rã".
Tại Japan Gold Disc Award 2014, TVXQ đã đoạt một lúc năm giải bao gồm 2 giải thưởng lớn là "Album của năm" (TIME) và "nghệ sĩ châu Á xuất sắc nhất", còn lại là giải "3 album xuất sắc nhất", giải "ca khúc được tải về của năm" và giải "MV của năm".
Ngày 5 tháng 3, TVXQ phát hành album phòng thu tiếng Nhật thứ 7 (thứ 14 trên tổng số) mang tên "TREE", album đã bán 156.491 bản chỉ trong ngày đầu tiên, trong tuần đầu, album đã bán được 224.796 bản và đã phá kỉ lục của Bon Jovi trở thành nghệ sĩ nước ngoài đầu tiên có 3 album liên tiếp bán hơn 200,000 bản trong tuần đầu tiên. Đến nay, album đã bán được 249,292 bản và đứng ở vị trí số 1 trên Oricon và No1 trên Billboard album Nhật Bản. Như là một cách quảng bá cho album, TVXQ sẽ tiến hành tour lưu diễn toàn Nhật Bản mang tên "Live Tour 2014: TREE", với tour diễn này, TVXQ cũng xác nhận thêm một kỉ lục nữa khi trở thành nghệ sĩ Hàn Quốc đầu tiên có 3 năm liên tiếp diễn 3 đêm liên tiếp ở Tokyo Dome. Nhưng do nhu cầu vé quá cao, họ đã quyết định bổ sung thêm hai concert ở Osaka Dome và một concert ở Tokyo Dome trên tổng số 29 concert, giúp TVXQ trở thành nghệ sĩ nước ngoài đầu tiên có bốn concert liên tiếp tại Tokyo Dome, concert sẽ bắt đầu vào ngày 22 tháng 4 tại Yokohama Arena.
Tour lưu diễn kết thúc thành công rực rỡ, thu hút hơn 600,000 fan hâm mộ tham dự. Tour diễn này cũng xác lập cho TVXQ thêm một kỉ lục nữa khi giúp nhóm trở thành nghệ sĩ nước ngoài đầu tiên thu hút hơn 2 triệu fan hâm mộ cho các tour lưu diễn trong vòng 2 năm. DVD cho tour lưu diễn này cũng đã bán được 132,142 bản, lập kỉ lục là nghệ sĩ nước ngoài đầu tiên có 5 DVD liên tiếp đứng đầu bảng xếp hạng Oricon. Bên cạnh đó, TVXQ cũng sẽ tiếp tục phát hành single tiếng Nhật thứ 42 mang tên "Time Works Wonder" vào ngày 5/11.
Theo thông tin mới nhất, để kỉ niệm 10 năm hoạt động tại Nhật, TVXQ sẽ tổ chức tour lưu diễn vòng quanh 5 sân vận động mái vòm của Nhật (dome tour). Đây là Dome Tour thứ 2 trong sự nghiệp của nhóm. Cùng với đó, TVXQ cũng tổ chức tour lưu diễn thế giới thứ 2 kỉ niệm 10 năm hoạt động mang tên T1STORY với 2 đêm diễn đầu tiên diễn ra tại Seoul, sau đó, nhóm tiếp tục đi qua Đài Loan, Bắc Kinh và Thượng Hải.
Ngày 30 tháng 9, những hình ảnh cảm động về sự nghiệp lừng lẫy của TVXQ đã được phát lên màn hình lớn của quảng trường Aurora Plaza thành phố Thượng hải và thu hút hàng chục nghìn fan đến xem. Trước đó TVXQ cũng đã trở thành nhóm nhạc Kpop được yêu thích nhất ở Trung Quốc, TVXQ đã giành chiến thắng trong cuộc bình chọn "Ultimate Group" của đài PPTV.
TVXQ đã ấn định ngày phát hành album tiếng Nhật thứ 8 mang tên "WITH" vào ngày 17 tháng 12. Album tẩu tán hơn 162,000 bản trong ngày đầu tiên phát hành. Sau một tháng, album đã bán hơn 250,000 bản và nhận được chứng nhận bạch kim.
Kết thúc năm 2014, TVXQ là nhóm nhạc K-pop bán nhiều đĩa nhất thế giới với hơn 1,2 triệu đĩa đã bán ra. Doanh thu bán hàng ở Nhật là 30,4 triệu USD, xếp thứ 5 trong số các nghệ sĩ Nhật Bản.

### 2015: Những hoạt động cuối cùng trước khi nhập ngũ.
Ngày 11 tháng 2, TVXQ phát hành single kỉ niệm 10 năm tại Nhật "Sakuramichi" (サクラミチ), single đã bán được 156.327 bản. Trước đó, bản đầy đủ PV cho Sakuramichi cũng đã được phát hành trên các trang chia sẻ video trực tuyến. Ngày 6 tháng 2, TVXQ khởi động tour lưu diễn Nhật Bản lần thứ 8 mang tên WITH để quảng bá cho album cùng tên. Tour lưu diễn đã khép lại với 750,000 fan. Đặc biệt, trong hai concert cuối cùng diễn ra tại Tokyo Dome, trưởng nhóm Yunho đã bật khóc cho biết rằng đây có thể sẽ là tour lưu diễn cuối cùng TVXQ ở Nhật trước khi họ thực hiện nghĩa vụ bắt buộc ở Hàn Quốc.
Vào hai ngày 13 và 14 tháng 6, tại sân vận động Oympic Park Seoul, TVXQ đã tổ chức thành công hai concert cuối cùng trong khuôn khổ 2014 TVXQ! Special Live Tour – T1ST0RY. Đây sẽ là concert cuối cùng của nhóm trong vòng hơn 2 năm tới.
TVXQ phát hành album đặc biệt "Rise as God" vào ngày 20 tháng 7, trước 1 ngày khi Yunho chính thức nhập ngũ. Album dự kiến có khoảng 10 ca khúc, 2 ca khúc chủ đề trong album chính là 2 ca khúc solo của Yunho và Changmin. TVXQ sẽ chính thức tạm dừng hoạt động trong nửa cuối năm nay, họ sẽ không hoạt động trong vòng hơn 2 năm. Changmin cũng đã tuyên bố sẽ nhập ngũ vào cuối năm.

### 2017: Tái hoạt động sau khi xuất ngũ
Yunho được xác nhận sẽ xuất ngũ vào ngày 20 tháng 4 năm 2017, trong khi Changmin cũng được xác nhận xuất ngũ vào ngày 18 tháng 8 năm 2017.
Cuối tháng 9 năm 2017, SM thông báo về việc trở lại của bộ đôi thông qua dự án "Tuần lễ TVXQ". Cụ thể, 2 thành viên sẽ phát hành 2 ca khúc solo thông qua SM STATION: "Drop" của Yunho vào ngày 25 tháng 9 và "In A Different Life" của Changmin vào ngày 28 tháng 9.
Nhóm phát hành album tuyển tập thứ 2 mang tên FINE COLLECTION ~Begin Again~ tại Nhật Bản vào ngày 25 tháng 10 năm 2017, khởi động cho tour lưu diễn mang tên Tohoshinki LIVE TOUR 2017 ~Begin Again~, bắt đầu tại Sapporo Dome vào tháng 11 năm 2017 và kết thúc tại Nissan Stadium vào tháng 1 năm 2018. Thông qua tour diễn này, nhóm đã phát vỡ một vài kỷ lục như: Nhóm nhạc đầu tiên tại Nhật Bản có ba đêm diễn tại Nissan Stadium và nghệ sỹ nước ngoài đầu tiên thu hút hơn một triệu người hâm mộ đến tham dự trong một tour diễn. Cũng với tour diễn Begin Again này, nhóm cũng thiệt lập cột mốc mới cho K-pop tại Nhật Bản, đó là hơn một triệu vé tham gia đã được bán.

### 2018-2023: Series New Chapter, album tiếng Nhật thứ 9 "Tomorrow", album tiếng nhật thứ 10 kỉ niệm 15 năm "XV" và "Epitaph"
Bộ đôi này bắt đầu chuẩn bị cho album phòng thu Hàn Quốc thứ tám của họ khi trở về Hàn Quốc. New Chapter #1: The Chance of Love được phát hành vào ngày 28 tháng 3 năm 2018 sau thời gian quảng bá trước hai tuần. Sau khi phát hành album, bộ đôi này đã công bố Tour #welcome Tour, được khai mạc tại Sân vận động bổ sung Jamsil của Seoul vào ngày 5 và 6 tháng 5 năm 2018. Chuyến lưu diễn đã diễn ra ở Hồng Kông và Bangkok.
New Chapter #1 mới ra mắt ở vị trí số một trên Bảng xếp hạng album Gaon, album thứ bảy của họ kể từ khi thành lập bảng xếp hạng vào năm 2010. New Chapter #1 cuối cùng đã kết thúc tháng ba ở vị trí thứ tư với 110.666 bản tại Hàn Quốc. Bộ đôi này đã phát hành album phòng thu Nhật Bản đầy đủ thứ chín của họ "Tomorrow" vào ngày 19 tháng 9 năm 2018 và ra mắt số một trên Bảng xếp hạng album Oricon. Kỷ lục được hỗ trợ bởi Chuyến đi vào ngày mai trên toàn quốc từ tháng 9 năm 2018 đến tháng 1 năm 2019. Với 33 điểm dừng, đây là chuyến lưu diễn mở rộng nhất của TVXQ tại Nhật Bản. Bộ đôi này đã phát hành đĩa đơn tiếng Nhật thứ 46 "Jealous" vào ngày 21 tháng 11 năm 2018 với tư cách là ca khúc chính cho album tiếng Nhật thứ mười XV của họ. Nó xuất hiện ở vị trí số một trên Bảng xếp hạng đĩa đơn Oricon, lần thứ 13 của họ đứng đầu bảng xếp hạng. Điều này đã phá vỡ nhiều kỷ lục, biến TVXQ trở thành nghệ sĩ nước ngoài có số lượng nhiều nhất, top 10 và doanh thu tích lũy cao nhất trong lịch sử Bảng xếp hạng đĩa đơn Oricon.
TVXQ đã phát hành mini album của họ "New Chapter #2: The Truth Of Love", phần tiếp theo của New Chapter # 1, vào ngày 26 tháng 12 năm 2018, ngày kỷ niệm mười lăm năm ngày ra mắt của họ. Tương tự như album năm 2015 Rise as God, The Truth of Love được gắn thẻ là một bản phát hành album "đặc biệt", vì vậy nó không được coi là một bản phát hành chính thức của studio. Mặc dù TVXQ không quảng bá bản thu âm, nó đã xuất hiện ở vị trí thứ hai trên Bảng xếp hạng album Gaon. Tại Nhật Bản, nó xuất hiện ở vị trí thứ 12 trên Bảng xếp hạng album Oricon.
Album tiếng Nhật thứ mười "XV" của họ, được quảng bá là kỷ niệm mười lăm năm ra mắt tại Nhật Bản, được phát hành vào ngày 16 tháng 10 năm 2019. Đây là album thứ tám của TVXQ ra mắt trên Bảng xếp hạng album Oricon, phá vỡ kỷ lục của BoA khi trở thành nghệ sĩ nước ngoài đầu tiên và duy nhất ở Nhật Bản để phát hành tám album ở vị trí thứ nhất.
Vào ngày 24 tháng 5 năm 2020, giữa đại dịch Covid-19, TVXQ đã tổ chức concert trực tuyến Beyond the T, concert thứ năm được tổ chức bởi SM Entertainment và Naver như một phần của Beyond Live, loạt buổi hòa nhạc trực tuyến trực tuyến đầu tiên trên thế giới. Vào ngày 16 tháng 3 năm 2022, TVXQ đã phát hành đĩa mở rộng "Epitaph" để hỗ trợ chuyến lưu diễn Nhật Bản toàn quốc của họ, Classyc: Live Tour, loạt buổi hòa nhạc trực tiếp đầu tiên của họ trong ba năm. Chuyến lưu diễn đã bán được 300.000 vé trên khắp Nhật Bản.

### 2023-nay: Kỷ niệm 20 năm với album "20&2" và album tiếng Nhật thứ 11 "ZONE"
Ngày 26 tháng 12 năm 2023, TVXQ chính thức trở lại đường đua âm nhạc với album 20&2, đánh dấu kỷ niệm 20 năm trong sự nghiệp của nhóm. Bộ đôi đã tổ chức chuyến lưu diễn kỷ niệm 20 năm của họ, 20&2 Asia Tour, từ tháng 12 năm 2023 đến tháng 4 năm 2024. Ngay sau chuyến lưu diễn, họ đã công bố tour diễn trên toàn Nhật Bản, Zone Tour, từ tháng 11 năm 2024 đến ngày 27 tháng 4 năm 2025, được hỗ trợ bởi album tiếng Nhật thứ mười một của họ, Zone, được phát hành vào ngày 6 tháng 11 năm 2024.

## Phong cách âm nhạc
Phong cách của TVXQ là sự hoà trộn của nhiều thể loại âm nhạc như pop, R&B, dance và acapella. Nhưng được cải thiện qua những năm sau, khi mà Yunho và Changmin thử nghiệm dòng nhạc điện tử, R&B truyền thống và nhạc pop mang hơi hướng hip hop.
Tae Jin-Ah (ca sĩ ballad huyền thoại tại Hàn Quốc) đã nhận định: "Sẽ không bao giờ có thể tìm được một nhóm nhạc nào khác hoàn hảo như TVXQ."

### Nhạc và lời ca khúc
Phần lớn các ca khúc của TVXQ đều được sáng tác bởi đội ngũ nhân viên. Đôi khi các thành viên trong nhóm cũng tự sáng tác. Trong album tiếng Hàn thứ 2, Rising Sun, Yoochun, Yunho và Junsu viết lời rap cho "Love After Love"; Yoochun cũng đồng thời soạn nhạc cho "Like Weather...". Trong "O"-Jung.Ban.Hap., album tiếng Hàn thứ 3, Yoochun viết lời rap tiếng Anh cho "Phantom" và Junsu viết nhạc và lời "White Lies" (네 곁에 숨쉴 수 있다면 / Nae Gyeote Sumsiur Su Ittdamyeon). Album tiếng Hàn thứ 4, 'Mirotic', phải kể đến các sáng tác của các thành viên: Jaejoong sáng tác "Don't Cry My Lover" (사랑아 울지마 / Saranga Uljima), Changmin viết lời tiếng Hàn cho "Love in the Ice", Yoochun sáng tác "Love Bye Love" (사랑 안녕 사랑 / Sarang Annyeong Sarang), và Junsu viết lời "Picture Of You" (노을..바라보다 / Noeur.. Baraboda).
Trong Tour lưu diễn thứ 3 Mirotic, ca khúc "Checkmate" do thành viên Yunho sáng tác được trình diễn lần đầu tiên, cũng như ca khúc "Xiahtic" do thành viên Junsu sáng tác cũng nằm trong tour lưu diễn này.
Trong album tiếng Nhật thứ 3, T, Yoochun viết lời "Kiss Shita Mama, Sayonara" (Kissしたまま、さよなら) và cùng soạn nhạc với Jaejoong. Yoochun cũng sáng tác ca khúc solo của mình, "My Girlfriend" trong đĩa đơn thứ hai của dự án TRICK, Runaway/My Girlfriend. Junsu soạn nhạc ca khúc solo "Rainy Night", cho đĩa đơn thứ ba của dự án TRICK.
Jaejoong viết lời và đồng soạn nhạc "Wasurenaide" (忘れないで) còn Micky sáng tác "Kiss the Baby Sky", cả hai đều là ca khúc hạng A trong đĩa đơn tiếng Nhật thứ 25 của nhóm, "Bolero/Kiss the Baby Sky/Wasurenaide". Những ca khúc này sau đó nằm trong album The Secret Code, cùng với "9095", ca khúc do Jaejoong sáng tác.
Jaejoong sáng tác và Yoochun viết rap cho ca khúc "COLORS ~Melody and Harmony~", ca khúc chủ đề của lễ kỉ niệm 35 năm mèo Kitty. Ca khúc này được 2 thành viên song ca và đưa vào đĩa đơn "COLORS ~Melody and Harmony~". Ca khúc "Shelter" trong đĩa đơn này cũng là một sáng tác chung của Jaejoong, Yoochun.
Yunho sáng tác và đơn ca "Checkmate" được phát hành trong đĩa đơn "Toki Wo Tomete" của nhóm.
Changmin viết lời cho khá nhiều ca khúc của TVXQ như "고백 (Confession)" trong album tiếng Hàn thứ 5 "Keep Your Head Down", "I Swear" nằm trong album tiếng Hàn thứ 6 "Catch Me", "Rise..." trong album thứ 7 "Tense" và "Heaven's Day" trong 7th Repackage "Spellbound", và cả một số ca khúc cho các nghệ sĩ khác.

## Danh sách đĩa hát
| - Tri-Angle (2004) - Rising Sun (2005) - "O"-Jung.Ban.Hap. (2006) - Mirotic (2008) - Keep Your Head Down (2011) - Catch Me (2012) - Tense (2014) - Rise As God (2015) - New Chapter #1: The Chance of Love (2018) - New Chapter #2: The Truth of Love (2018) - 20&2 (2023) | - Heart, Mind and Soul (2006) - Five in the Black (2007) - T (2008) - The Secret Code (2009) - Tone (2011) - Time (2013) - Tree (2014) - With (2014) - Tomorrow (2018) - XV (2019) - Zone (2024) |

## Thành viên
| Tên khai sinh  | Tên khai sinh | Tên khai sinh | Tên khai sinh  | Nghệ danh    | Nghệ danh | Nghệ danh | Nghệ danh            | Ngày sinh        | Nơi sinh          | Vị trí (hiện tại)                  |
| Latinh         | Hangul        | Hanja         | Hán-Việt       | Latinh       | Hangul    | Hanja     | Kana                 | Ngày sinh        | Nơi sinh          | Vị trí (hiện tại)                  |
| Jung Yun-ho    | 정윤호        | 鄭 允浩       | Trịnh Duẫn Hạo | U-Know Yunho | 유노 윤호 | 瑜鹵 允浩 | ユノ ユンホ          | 6 tháng 2, 1986  | Gwangju, Hàn Quốc | Trưởng nhóm, Rap chính, Nhảy chính |
| Shim Chang-min | 심창민        | 沈 昌珉       | Thẩm Xương Mân | Max Changmin | 최강 창민 | 最強 昌珉 | マックス・チャンミン | 18 tháng 2, 1988 | Seoul, Hàn Quốc   | Hát chính                          |

| Tên khai sinh | Tên khai sinh | Tên khai sinh | Tên khai sinh  | Nghệ danh     | Nghệ danh | Nghệ danh | Nghệ danh           | Ngày sinh         | Nơi sinh                  | Vị trí (trước đây) |
| Latinh        | Hangul        | Hanja         | Hán-Việt       | Latinh        | Hangul    | Hanja     | Kana                | Ngày sinh         | Nơi sinh                  | Vị trí (trước đây) |
| Kim Jae-joong | 김재중        | 金 在中       | Kim Tại Trung  | Hero Jaejoong | 영웅 재중 | 英雄 在中 | ヒーロー ジェジュン | 26 tháng 1, 1986  | Chungcheong Nam, Hàn Quốc | Hát chính          |
| Park Yoo-chun | 박유천        | 朴 有天       | Phác Hữu Thiên | Micky Yoochun | 믹키 유천 | 秘奇 有天 | ミッキー ユチョン   | 4 tháng 6, 1986   | Seoul, Hàn Quốc           | Hát dẫn, Rap phụ   |
| Kim Jun-su    | 김준수        | 金 俊秀       | Kim Tuấn Tú    | Xiah Junsu    | 시아 준수 | 細亞 俊秀 | シア ジュンス       | 15 tháng 12, 1986 | Gyeonggi, Hàn Quốc        | Hát chính          |

## Tranh cãi

### Ca từ ca khúc Mirotic
Tháng 11 năm 2008, Uỷ ban bảo trợ Thanh thiếu niên Hàn Quốc đã xếp Mirotic vào văn hoá phẩm không phù hợp với thanh thiếu niên và tuyên bố rằng lời bài hát mang tính khiêu khích và quá gợi cảm. Theo đó, album bị dán nhãn không phù hợp với người dưới 19 tuổi và không được phát sóng bất kì buổi biểu diễn nào sau 10 giờ đêm. Phản ứng lại, SM Entertainment đồng ý phát hành một phiên bản sạch, nhưng lại có lệnh của toà án để vô hiệu hoá quyết định của uỷ ban
| “ | Chúng tôi sẽ làm một phiên bản trong sạch phù hợp với quyết định của uỷ ban, nhưng vì chúng tôi không thể đồng ý hoàn toàn, phía chúng tôi sẽ tổ chức đàm phán tạm thời với toá án để vô hiệu lực chỉ thị này. | ” |

Sau khi Uỷ ban bảo trợ Thanh thiếu niên tuyên bố đang xem xét lệnh cấm album, SM Entertainment phát biểu, 
| “ | Mặc dù trước khi có quyết định phản đối Mirotic, chúng tôi đã công khai thương lượng và cố gắng giải thích ý nghĩa thực của ca từ, nhưng kết quả không như mong đợi và chúng tôi đang rất bối rối vào thời điểm này. Lời của Jumun-Mirotic sẽ khác hoàn toàn và tránh xa ý nghĩa khêu gợi. | ” |

TVXQ trình diễn phiên bản sạch tại Gold Disk Award lần thứ 23. Ca từ đã được thay đổi từ "I got you" (Tôi đã có được em) thành "I choose you" (Tôi chọn em) và "under my skin" (dưới da thịt tôi) thành "under my sky" (dưới bầu trời của tôi).
Tháng 3 năm 2009, Toà án dân sự Seoul ra phán quyết ủng hộ SM Entertainment:
| “ | Chúng tôi hiểu những điều lời bài hát đề cập tới, bao gồm "You want me, you give yourself up to me, you're crazy about me" (Em thèm khát tôi, em hiến dâng cho tôi, em phát điên vì tôi) và "I got you under my skin" có thể hàm ý tới sự quan hệ tình dục, nhưng chúng không miêu tả quá sỗ sàng hành động hay cảm giác đến mức mà có thể kích thích dục vọng ở thanh thiếu niên... Mặc dù chúng tôi hiểu giới trẻ nhạy cảm với sự kích thích và ít khả năng kiềm chế nhưng lời bài hát không khuyến khích họ quan hệ tình dục hay miêu tả phụ nữ như đối tượng tình dục. | ” |

Ngày 9 tháng 4 năm 2009, Uỷ ban bảo trợ thanh thiếu niên tuyên bố họ sẽ lưu ý đến phán quyết của toà án sau khi có một cuộc hội ý và làm rõ câu "I got you under my skin", là không thích hợp cho trẻ em.

### Vụ kiện SM Entertainment
Ngày 31 tháng 7 năm 2009, ba trong số năm thành viên —Hero Jaejoong, Micky Yoochun, và Xiah Junsu— cùng ký vào đơn kiện gửi lên Toà án trung tâm Seoul để phá vỡ hiệu lực của bản hợp đồng giữa họ với SM Entertainment. Qua luật sư, các thành viên chỉ ra rằng, hợp đồng 13 năm thực sự quá dài và tiền thù lao nhóm được hưởng quá ít so với công sức họ bỏ ra. Đó không khác gì một bản hợp đồng nô lệ. Không chỉ TVXQ mà rất nhiều các nghệ sĩ khác của SM phải ký những bản hợp đồng như vậy. Tuy nhiên, nếu thua kiện, theo hợp đồng, đơn phương phá bỏ hợp đồng trước thời hạn, nhóm sẽ phải đền bù gấp 3 lần số lợi nhuận công ty dự kiến thu được từ nhóm cho phần còn lại của hợp đồng, ước tính khoảng hơn 100 tỉ won (tương đương 100 triệu đô la Mỹ). Vụ kiện khiến cổ phiếu của SM Entertainment giảm xuống 30% trên sàn KOSPI.
Tại phiên tòa ngày 21 tháng 8 năm 2009, fanclub chính thức của TVXQ, Cassiopeia đã gửi đến tòa án hơn 120.000 chữ ký ủng hộ 3 thành viên, đồng thời đâm đơn kiện SM với lý do họ đã "đơn phương hoãn 'SM Town Live 09' mà không thèm suy xét và lừa tất cả các khách hàng, những người đã mua vé".
Toà án Trung tâm Seoul đưa ra phán quyết cuối cùng nghiêng về phía Jaejoong, Junsu và Yoochun. Toà cũng chỉ ra rằng bản hợp đồng thiếu công bằng và các thành viên không được hưởng lợi nhuận xứng đáng với công sức bỏ ra. Trong quá trình vụ việc còn diễn biến phức tạp, 3 thành viên đã được chấp nhận tạm hoãn hợp đồng với SM và tách ra hoạt động riêng lẻ.
Sáng ngày 28 tháng 11 năm 2012, sau hơn 3 năm giằng co, cuối cùng JYJ và SM đã đi đến một thỏa thuận chung. Cả SM Entertainment lẫn JYJ đều đã rút đơn kiện và đồng ý không can thiệp vào các hoạt động của nhau trong tương lai. TVXQ không còn nguyên vẹn 5 thành viên, tuy nhiên hiện nay cả JYJ lẫn TVXQ (Yunho và Changmin) vẫn rất thành công trên con đường mình đã chọn.

## Các hoạt động khác
Bên cạnh việc ca hát, TVXQ cũng đã tham gia vào rất nhiều hoạt động khác trong lĩnh vực điện ảnh, truyền hình, quảng cáo và các hoạt động xã hội.

### Diễn xuất
Năm thành viên ban đầu của TVXQ lần đầu tham gia diễn xuất vào năm 2005, trong sitcom Rainbow Romance và Banjun Theater. Tiếp đó vào năm 2006, TVXQ tham gia vào drama Vacation.
Vào năm 2012, Yunho và Changmin góp mặt trong phim tài liệu I AM do SM sản xuất. Bộ đôi này cũng tiếp tục tham gia một phim tài liệu khác của SM là SM Town: The Stage vào tháng 8 năm 2015. Tháng 4 năm 2016, tuy đang trong thời gian tại ngũ, họ cũng phát hành phim tài liệu về tour diễn mang tên TILL tại Nhật Bản.
Về mặt cá nhân, Yunho đảm nhận vai chính trong bộ phim Heading to the Ground sản xuất năm 2009 và sau đó tham gia vào một số vở nhạc kịch. Trong 2 năm 2013 và 2014, anh nhận vai thứ chính trong 2 phim truyền hình Dã Vương và Nhật ký người gác đêm. Vào năm 2017, anh thủ vai nam chính trong phim truyền hình Meloholic và gần đây nhất là vai chính trong phim truyền hình Race. Changmin thủ vai nam chính trong drama Đồng cỏ thiên đường và sau đó tham gia một bộ phim điện ảnh Nhật Bản mang tên Tẩu thoát cùng vàng, trong vai một điệp viên người Triều Tiên, vai diễn này đã mang về cho anh giải thưởng "Diễn viên mới xuất sắc" trong lễ trao giải lần thứ 36 của Viện Hàn lâm Điện ảnh Nhật Bản. Năm 2014, Changmin đảm nhiệm vai chính trong drama 4 tập Mimi của đài Mnet.

### Hoạt động xã hội
Năm 2005, Hội đồng Du lịch Los Angeles phát động chiến dịch "See My L.A.". TVXQ, cùng với BoA, trở thành phát ngôn viên cho chiến dịch. Từ tháng 4 năm 2007, TVXQ tổ chức chương trình radio hàng tuần, TVXQ Bigeastation trên Japan FM Network.
Ngày 28 tháng 3 năm 2008, TVXQ được Universal Studios Nhật Bản chọn làm đại sứ thiện chí cho châu Á để quảng bá cho hãng này.
Thành viên Junsu đã cho xây dựng rất nhiều trường học ở Cam-pu-chia, anh đã liên tục quyên góp những khoản tiền lớn để giúp đỡ những người dân nghèo ở nước này. Thậm chí ở nước này còn có một ngôi làng nổi tiếng có tên "Làng Xiah Junsu" được đặt tên theo nghệ danh của anh. Ngoài ra các thành viên cũng có những hành động quyên góp từ thiện riêng, từ số tiền thù lao mình nhận được hoặc từ các buổi đấu giá đồ vật riêng tư.

### Truyền hình, quảng cáo
Tuy bị cấm xuất hiện trên truyền hình do xảy ra tranh chấp pháp lý với công ty chủ quản trước đó là SM, JYJ đã tham gia vào nhiều chiến dịch quảng cáo như của chuỗi cửa hàng mua bán Lotte, hãng mĩ phẩm Natural Republic, nhãn hiệu thời trang NII, dòng điện thoại LG Optimus Q2, thuốc giảm đau Penzal Q và cả chiến dịch không sử dụng thuốc giảm đau sai cách. Riêng thành viên Yoochun đã có riêng những hợp đồng quảng cáo từ nước giải khát TiO, hãng mì Ottogi "Kiss Myeon" nhận được nhiều hưởng ứng từ phía khách hàng và được mệnh danh như "blue chip" mới của ngàng quảng cáo Hàn Quốc; thành viên Jaejoong trở thành một trong những nhà thiết kế của nhãn hiệu balo MODIR.
Bộ đôi Yunho và Changmin của TVXQ đã góp mặt vào nhiều chiến dịch quảng cáo như chuỗi cửa hàng miễn thuế Shila Duty Free, hãng thời trang Lacost, Pepsi Nex, hãng thời trang Evisu, hãng nước hoa L'EAU DE MISSHA.

## Giải thưởng và thành quả
TVXQ là nghệ sĩ sở hữu câu lạc bộ người hâm mộ có lượng thành viên đông đảo nhất thế giới. Cassiopeia FC chính thức của nhóm, được khẳng định có hơn 800,000 thành viên. Màu cổ vũ chính thức: đỏ ngọc (Pearl Red). Ngoài ra họ còn có FC ở Nhật là BigEast (có khoảng hơn 170,000 thành viên) và FC ở Bắc Mĩ là Aethiopeia.
Bên cạnh có FC lớn nhất thế giới, nhóm cũng được ghi nhận với kỉ lục xuất hiện trên ảnh nhiều nhất thế giới. Từ khi ra mắt đến ngày 19 tháng 3 năm 2009, năm thành viên ước lượng được chụp khoảng 500 triệu lần trên tạp chí, bìa album, quảng cáo..., bao gồm cả ảnh cá nhân và ảnh cả nhóm. Đồng thời là nghệ sĩ nước ngoài thứ 3 sau huyền thoại Michael Jackson và ban nhạc nổi tiếng Backstreet Boy tổ chức concert 3 đêm liên tục tại Tokyo Dome trong tour lưu diễn Nhật Bản thứ 5 mang tên Tohoshinki Live Tour 2012 ~TONE~. Doanh thu của họ mang về cho nhà SM năm 2012 lên đến 77.200.000$, chiếm 1 nửa toàn bộ doanh thu của nhà SM năm đó. Bắt đầu từ ngày 27 tháng 4 năm 2013, TVXQ bắt đầu chuyến lưu diễn của mình qua 5 sân vận động mái vòm tại Nhật Bản và nhiều nước khác trên thế giới. Cũng trong tour diễn tại Nhật Bản lần này, TVXQ đã lập nên kỉ lục mới khi đã thu hút được 850.000 fans tới xem concert của nhóm tổ chức tại đây.

Vào hai ngày 17 và 18 tháng 8 năm 2013, TVXQ tiếp tục lấp đầy khán giả ở những ngày cuối cùng cho chuyến lưu diễn tại Nhật Bản của mình ở Nissan Stadium với sức chứa lên tới 72.300 người, trở thành nhóm nhạc quốc tế đầu tiên tổ chức concert tại sân vận động lớn nhất đất nước hoa anh đào này, mang tên Tohoshinki Live Tour 2013 ~TIME~.

## Concert và tour diễn
| Asia Tours - 2006: TVXQ! 1st Asia Tour Rising Sun - 2007-2008: TVXQ! 2nd Asia Tour 'O - 2009: TVXQ! 3rd Asia Tour ~MIROTIC~ World Tours - 2012: TVXQ! Live World Tour: Catch Me tại Seoul - 2013: TVXQ! Live World Tour: Catch Me tại Nhật Bản, Hồng Kông, Malaysia, Trung Quốc, Hoa Kỳ, Nga, Pháp, Anh và Úc. - 2014-2015: Tistory: Special Live Tour - 2018-2019: Circle Tour | Tour tại Nhật Bản - 2006: Tohoshinki 1st Live Tour: ~Heart, Mind and Soul~ - 2007: Tohoshinki 2nd Live Tour: Five in the Black - 2008: Tohoshinki 3rd Live Tour: ~T~ - 2009: Tohoshinki 4th Live Tour: The Secret Code - 2012: Tohoshinki Live Tour: TONE - 2013: Tohoshinki Live Tour: TIME - 2014: Tohoshinki Live Tour: TREE - 2015: Tohoshinki Live Tour: WITH - 2017-2018: Tohoshinki Live Tour: Begin Again - 2018-2019: Tohoshinki Live Tour: Tomorrow - 2019-2020: Tohoshinki Live Tour: XV" |